# Fiscaalzegel

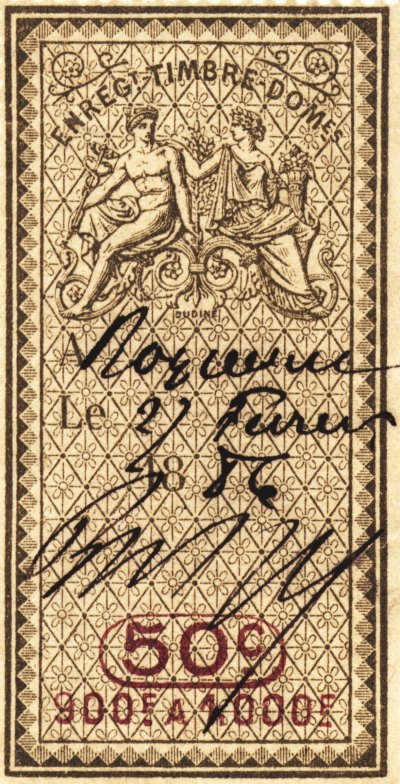
Frans fiscaalzegel uit 1886 met penvernietiging

Een fiscale zegel, ook wel fiscaalzegel of belastingzegel genoemd, was een zegel die was voorgeschreven voor de inning van zegelrechten of als betalingswijze van de retributie. Zo werden bijvoorbeeld de eerste fiscale zegels in België in 1857 ingevoerd door het invoeren van het Wetboek der zegelrechten. 
In 2004 werden meer dan 10 miljoen fiscale zegels uitgebracht, maar de fiscale zegels raakten als betaalmiddel in onbruik. Reden hiervoor was de administratieve rompslomp die ze met zich meebrachten, aangezien men naar het postkantoor moest gaan om ze aan te schaffen. 
De fiscale zegel werd vanaf 1 januari 2007 finaal als betaalmiddel afgeschaft en vervangen door een betaling via overschrijving of op elektronische wijze. Resterende fiscale zegels verloren hun waarde op 1 januari 2009.

## Bedrukking
Vanaf 1 januari 2002 waren nog uitsluitend fiscale zegels in euro, met een afbeelding van Copernicus en een klimmende leeuw, geldig.
De fiscale zegels in Belgische frank droegen ofwel een mannenhoofd met kaproen en een naar heraldieke wijze verbeelde leeuw (20 frank), ofwel een afbeelding van keizer Karel V en een liggende leeuw (meer dan 20 frank).

## Gebruik
Hieronder een historisch overzicht van waar fiscale zegels nodig waren.
- Fiscale zegels diende men te gebruiken om de taks (van 0,10 euro per affiche) op affiches groter dan 15 vierkante decimeter maar kleiner dan 1 vierkante meter te betalen. Voor affiches groter dan 1 vierkante meter bedroeg de taks 0,50 euro per vierkante meter (of breuk van vierkante meter).
- Bij de inschrijving van een voertuig (om een inschrijvingsbewijs en een nummerplaat te bekomen) bij de Dienst Inschrijving van de Voertuigen (DIV), om een duplicaat van een beschadigde nummerplaat te bekomen, een tijdelijke inschrijving (transitplaat) te verlengen, een duplicaat van een verloren of beschadigd inschrijvingsbewijs te bekomen of gegevens aan te passen, diende men een vergoeding met fiscale zegels te betalen variërend van 12,50 tot 874 euro.
- Om een stuurbrevet voor het besturen van een plezierboot te verkrijgen, diende men, naast het betalen van een som voor het af te leggen examen en het stuurbrevet, een fiscale zegel van 5€ te betalen.
- Om het beroep van ondernemer van nationaal en internationaal goederenvervoer over de binnenwateren uit te oefenen moest men in bezit zijn van een vergunning tot toegang tot het beroep. Om deze te bekomen moest men een fiscale zegel van 5€ bij het aanvraagformulier te voegen.
- Marktkramers dienden om een leurderskaart te bekomen eveneens te betalen met fiscale zegels.
- Voor het uitreiken van documenten uit het bevolkingsregister of een bewijs van goed zedelijk gedrag diende men door gebruik van fiscale zegels te betalen (die op de documenten geplakt worden).
- Diverse notariële akten vereisten eveneens het gebruik van fiscale zegels.
- etc.

De toenmalige Belgische minister van mobiliteit Renaat Landuyt en de staatssecretaris voor administratieve vereenvoudiging Vincent Van Quickenborne hebben er via het Koninklijk Besluit van 20 juli 2005 voor gezorgd dat er vanaf 1 januari 2006 geen fiscale zegels meer nodig zijn voor de aanvraag van rijbewijzen (inclusief voorlopige en internationaal rijbewijzen), aanvraag van een leervergunning, en het verzoekschrift aan de beroepscommissie en de inschrijving voor het examen tot herstel in het recht tot sturen. De inschrijvingstaks voor nieuwe wagens verdween vanaf 1 januari 2005.

## Suriname
In Suriname zijn anno 2020 nog zogenaamde plakzegels in gebruik. Ze zijn vereist voor verzoekschriften gericht aan de overheid, bijvoorbeeld voor het aanvragen van een verblijfsvergunning, domeingrond of rechtspersoonlijkheid, of doktersverklaringen.

## Filatelie
Op 25 november 1991 werd tijdens het Fédération Internationale de Philatélie (FIP) congres te Tokyo het verzamelen van belastingzegels, als volwaardig verzamelgebied binnen de filatelie erkend. Hierdoor werd het, na opstelling van een aangepast reglement, mogelijk om nationaal en internationaal aan postzegeltentoonstellingen deel te nemen. Vermeldenswaardig is nog dat in Nederland op 12 maart 1994 de Nederlandse Vereniging voor Fiscale Filatelie (N.V.F.F.) is opgericht. Deze vereniging heeft als doelstelling het bevorderen van de belangstelling voor en het verzamelen van fiscale zegels en/of documenten met fiscale achtergrond. De vereniging tracht dit doel te bereiken door middel van ledenbijeenkomsten, het doen verschijnen van publicaties (waaronder een periodiek) en het organiseren van presentaties op beurzen of tentoonstellingen.